# This Darkened Heart
This Darkened Heart è il secondo album della band metalcore All That Remains pubblicato il 23 marzo 2004.
Diversamente dall'album debutto, questo presenta una voce più pulita e un suono metalcore. La produzione, il mixer e l'assistenza tecnica sono dirette dal chitarrista Adam Dutkiewicz della band Killswitch Engage.

## Tracce
1. And Death in My Arms – 4:45
2. The Deepest Gray – 3:09
3. Vicious Betrayal – 4:19
4. I Die in Degrees – 3:30
5. Focus Shall Not Fail – 6:18
6. Regret Not (strumentale) – 4:26
7. Passion – 3:42
8. For Salvation – 3:50
9. Tattered on My Sleeve – 4:21
10. This Darkened Heart – 3:13

## Formazione
- Philip Labonte – voce
- Mike Martin – chitarra
- Oli Herbert – chitarra
- Matt Deis – basso, piano
- Michael Bartlett – batteria